# Family Radio
Family Radio，或称家庭电台，总部位于美国加利福尼亚州奥克兰，由Lloyd Lindquist、Richard H. Palmquist和平罗德创办，使用40余种语言对全球广播。

## 概况
Family Radio于1959年开播，在美国各地均有FM广播，主要播送圣经节目。1973年，Family Radio又在佛罗里达州欧基求碧以WYFR呼号对美国本土和全球各地广播。
Family Radio创办人平罗德曾预言耶稣基督在2011年5月21日到来，但是他的预言失效。在2011年5月21日开始，电台所有的语种广播均播放音乐。2011年6月，平罗德中风，他的广播节目停播。2011年7月，电台开始削减部分语种的广播时间和频率。在2012年11月，电台开始大量削减部分语种的广播时间和频率。2013年6月30日，旗下的WYFR电台停播，之后被卖给WRMI电台。
Family Radio還在美国犹他州盐湖城開設一个名為KUFR（91.7 FM）的基督教广播电台，覆盖盐湖城地区，发射功率220千瓦。

## 中文广播
1981年9月，中央广播电台与Family Radio签署合作互播协议，Family Radio的中文节目开始通过中波和短波，从台湾的中继站向大陆播音。2012年11月开始，Family Radio中文节目每天播出2小时，发射台位于台湾，由中央广播电台负责转播。Family Radio中文广播于2013年6月30日停止播出。